# 1932 en aéronautique
Chronologie de l'aéronautique
- 1928
- 1929
- 1930
- 1931
- 1932
- 1933
- 1934
- 1935
- 1936

Cet article présente les faits marquants de l'année 1932 en aéronautique.

## Évènements

### Janvier
- Premier vol du Potez 501.
- Premier vol du Laté 300 Croix du Sud.
- 16 janvier : premier départ de courrier d'Angleterre vers l'Australie par liaison aérienne.
- 21 au 24 janvier : l'équipage français Paul Codos et Henri Robida relie Paris et Hanoï, aller-retour,en 3 jours, 4 heures et 17 minutes[1].
- 24 au 28 mars : un équipage britannique relie Londres et Le Cap en 5 jours, 17 heures et 19 minutes.
- 29 janvier : premier vol du de Havilland DH.83 Fox Moth.

### Février
- 24 février : premier vol du Latécoère 500.

### Mars
- Premier vol du Potez 502.
- Du 6 mars au 5 avril : Première liaison aérienne Paris Nouméa, avec le Couzinet 33 Biarritz. L'équipage est composé de Charles de Verneilh, Max Dévé et Emile Munch.
- 25 mars : premier vol du Curtiss F11C.
- 26 mars : Lucien Bossoutrot et Maurice Rossi établissent le nouveau record du monde de distance en circuit fermé avec un monoplan Blériot-Zapata, le « Joseph Le Brix » à moteur Hispano-Suiza de 650 chevaux : 10 650 kilomètres[2].

### Avril
- Premier vol du Potez 450.
- 15 avril : Philippe d’Estailleur-Chanteraine, M. Mistrot et Aimé Freton s'envolent de Toussus pour effectuer un raid aérien en Afrique, voulant la traverser d’est en ouest avec un Farman à moteur Lorraine Algol de 300 chevaux, évoluant dans le ciel durant 258 heures. Le 30 avril, ils sont de retour à l'aérodrome du Bourget avec leur appareil "Paris"[3].

- 27 avril : Imperial Airways ouvre une liaison régulière pour les passagers entre Londres et Le Cap (Afrique du Sud).

### Mai
- 9 mai : premier vol solo sans visibilité du capitaine A.F. Hegenberger sur un Consolidated NY-2. Il gagne ainsi la coupe Collier.
- 20 - 21 mai : Amelia Earhart est la première femme à traverser l'Atlantique Nord en solo. Elle effectue cette traversée sur un Lockheed Vega entre Harbour Grace et Londonderry (Irlande du Nord).

### Juin
- 18 juin : premier vol du chasseur français Dewoitine D.500.
- 24 juin : création de la compagnie aérienne soviétique Pulkovo Aviation.
- 25 juin : premier vol du monoplan parasol stratosphérique Farman 1 000, à moteur 8 Vi de 350 chevaux, un appareil conçu par Henry Farman, dont les commandes vont être confiées à Lucien Coupet[4].

### Juillet
- 19 juillet : premier vol du chasseur tchèque Praga BH-44.
- 23 juillet : suicide par pendaison d'un des héros de l'âge héroïque de l'aviation : Alberto Santos-Dumont.

### Août
- 13 août : premier vol de l'avion de course Gee Bee R-1.
- 18 août : Auguste Piccard et Max Cosyns établissent un nouveau record d'altitude en ballon : 16 201 m.
- 25 août : Amelia Earhart est la première femme à effectuer un vol transcontinental décollant de Los Angeles et se posant à Newark.

### Septembre
- 3 septembre : James H. Doolittle porte le record de vitesse en avion à 476 km/h sur un Gee Bee R-1.
- 16 septembre : Cyril Uwins améliore le record d'altitude en avion : 13 404 m sur un « Vickers Vespa ».

### Octobre
- 8 octobre : création de l'Indian Air Force.
- 17 octobre : premier vol de l'hydravion Loire 43. (Voir 14 janvier 1933)
- 24 octobre : premier vol du trimoteur Bloch MB.120.

### Novembre
- 4 novembre : premier vol de l'avion de transport Beechcraft Staggerwing Model 17.
- 24 novembre : premier vol du de Havilland DH.84 Dragon.